# Tossal de la Cerdera
El Tossal de la Cerdera és una muntanya de 336 metres que es troba al municipi de Lleida, a la comarca catalana del Segrià.